# Collema
Collema es un género de líquenes gelatinosos de la familia Collemataceae. El fotobionte es una cianobacteria del género Nostoc.
El género recibió su nombre de la palabra griega κόλλημα (moco) debido al hecho de que en tiempo húmedo estos líquenes se hinchan y se convierten en una masa, hoja o arbusto viscoso y gelatinoso. En clima seco, su cuerpo se seca y se vuelve curtido. El moco proviene de la fuerte hinchazón de las membranas de las hifas fúngicas que componen este liquen, mientras que el otro componente del mismo, los gonidios, son algas verdeazules del género Nostoc.
Los cuerpos fructíferos, o esporocarpos, tienen una coloración pardusca, alcanzando 1–2 mm de ancho. Las esporas son multicelulares. Cada bolsa contiene 8 ¿?.
Las especies de Collema crecen en el suelo, troncos de árboles, piedras, principalmente piedra caliza. Se encuentran, por ejemplo, en valores atípicos de tiza en el río Don medio (Museo-Reserva Divnogorye, región de Vorónezh, RF). Hay alrededor de 64 de todos los tipos de Collema; se encuentran tanto en climas cálidos como templados.
Las siguientes especies son las más comunes en Europa: C. glaucescens Hoffman, que crece en suelos forestales arcillosos; C. multifidum Kbr. - en calizas, C. pulposum Ach. - en suelo húmedo, piedras, etc., Collema microphyllum Ach. - en árboles viejos. En Bielorrusia, hay C. lento (C. flaccidum), C. viscoso (C. tenax) y C. negruzco (C. nigrescens). Aquí se encuentran tanto en bosques de coníferas como mixtos.

## Galería

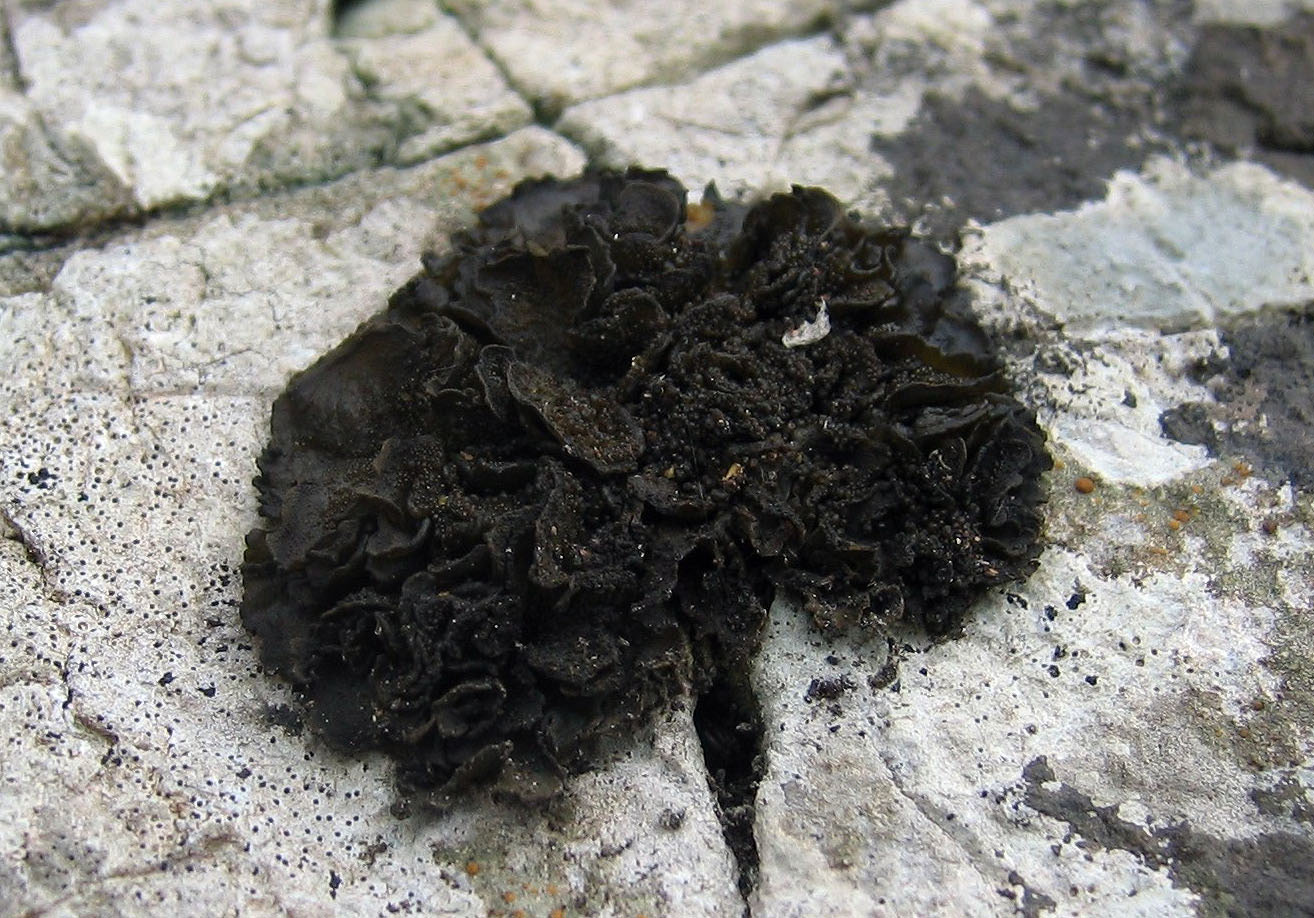
C. cristatum
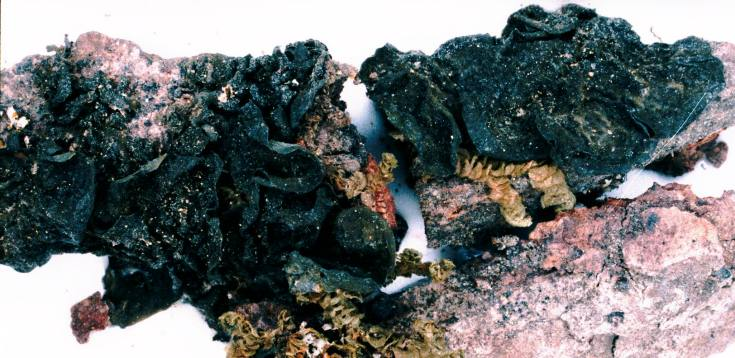
C. furfuraceum
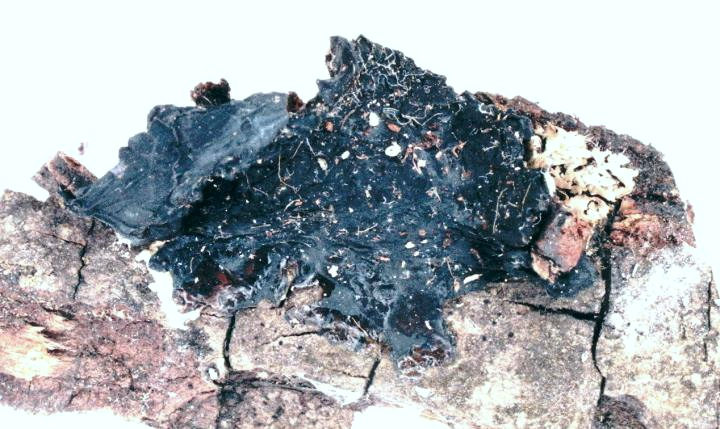
C. nigrescens
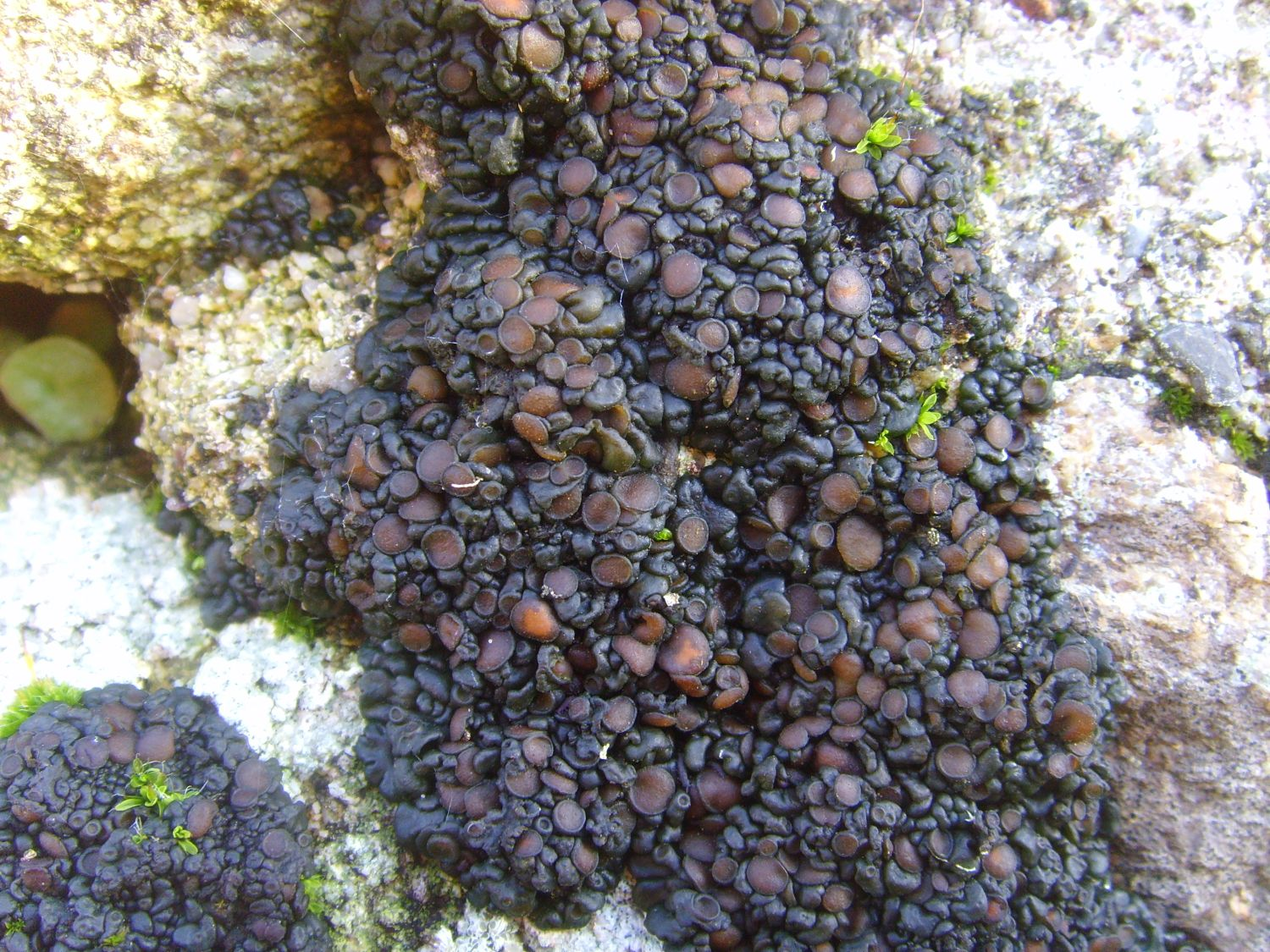
C. tenax
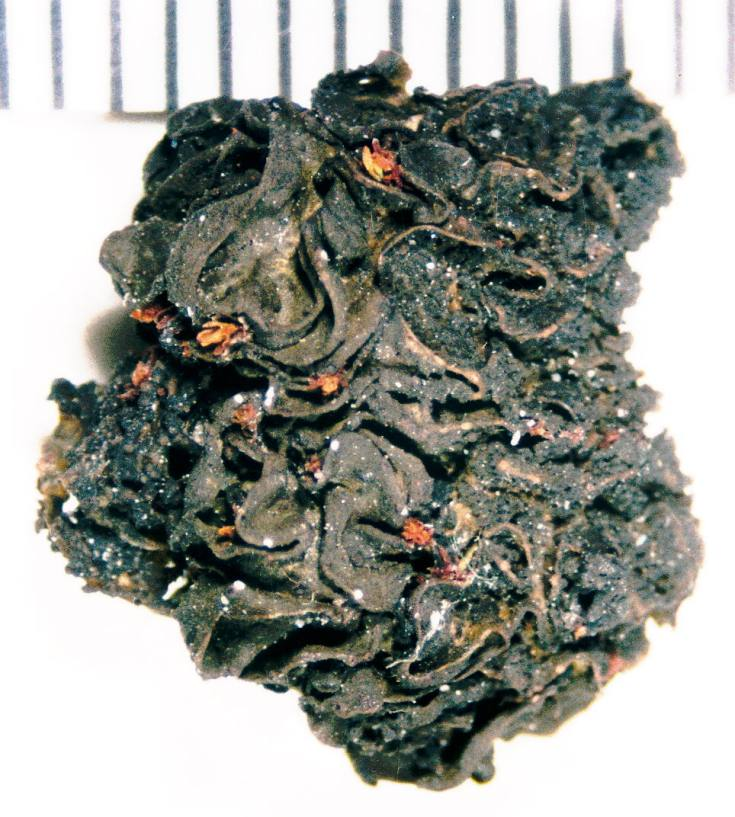
C. undulatum
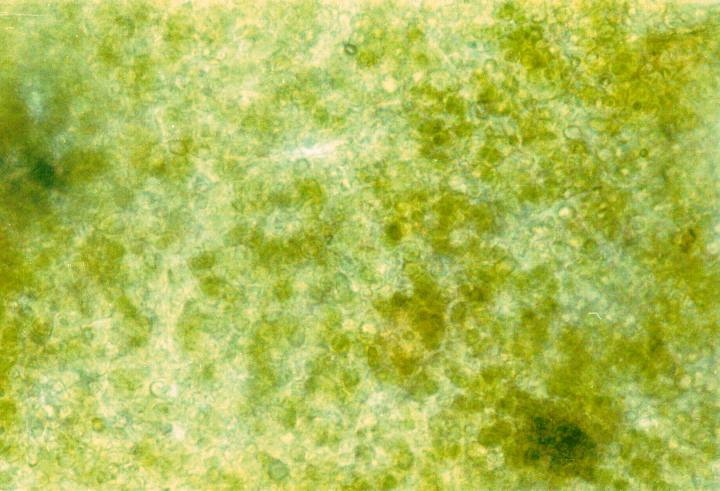
Fotografía de microscopio compuesto (x400) de la superficie superior de un lóbulo que muestra la ausencia de corteza celular. Compárese con Leptogium, que tiene una corteza celular.